# Klan Colquhoun
Colquhoun (gael. Maca’Chobaich) - nazwisko rodu, później klanu szkockiego z Dunbartonshire, w pobliżu Loch Lomond.
W 1241 r. rycerz Humprey de Kilpatrick otrzymał za zasługi wojenne od Roberta Bruce'a nadanie ziem baronii Colquhounin na zachodnim brzegu Loch Lomond i przybrał nazwisko Colquhoun.
Ok. 1368 r. sir Rober Colquhoun otrzymał w wianie sąsiednią wieś Luss, i odtąd wodzowie klanu używali tytułu of Colquhoun and Luss.
Dzięki bliskości Szkockich Nizin (Lowlands) Colquhounowie stali się jednym z bardziej cywilizowanych klanów góralskich, zbliżając się raczej mentalnością do zanglicyzowanych rodów nizinnych.
Iain of Luss wsparł w 1424 r. króla Jakuba II w walce z nizinnym klanem Lennox, za co został mianowany szeryfem hrabstwa Dumbartonshire w 1427 r. Władzę sądowniczą sprawował w sposób bezwzględny, skutkiem czego został zamordowany w 1439 r. Król  wynagrodził to Colquhounom nadając Luss prawa wolnej baronii. Baronia Luss istniała do powstania w 1745 r.
W 1603 Luss zostało napadnięte przez rozbójniczych MacGregorów zamieszkujących przeciwległy brzeg Loch Lomond. Doszło do krwawej bitwy w pobliskiej dolinie Glenfruin, gdzie 500 Colquhounów, w tym 300 konno zostało zmasakrowanych przez 400 pieszych MacGregorów. MacGregorowie atakując z frontu i z flanki zepchnęli konnicę wroga w bagna, gdzie ponad 200 Colquhounów potonęło. Efektem klęski Colquhounów, mających wpływy u dworu była proskrypcja całego klanu Gregor, trwająca aż do poł. XVIII w. Wrogość między obu klanami trwała również do poł. XVIII w., do momentu gdy wodzowie zwaśnionych klanów spotkali się nad Loch Lomond i podali sobie ręce.
W 1625 sir James Colquhoun of Luss otrzymał tytuł baroneta Nowej Szkocji, tytuł w pocz. XVIII w. przeszedł do rodziny Grantów.
W 1786 r. James Colquhoun of Luss otrzymał tytuł baroneta Wielkiej Brytanii, który to tytuł do dziś noszą wodzowie klanu.